# Função teta

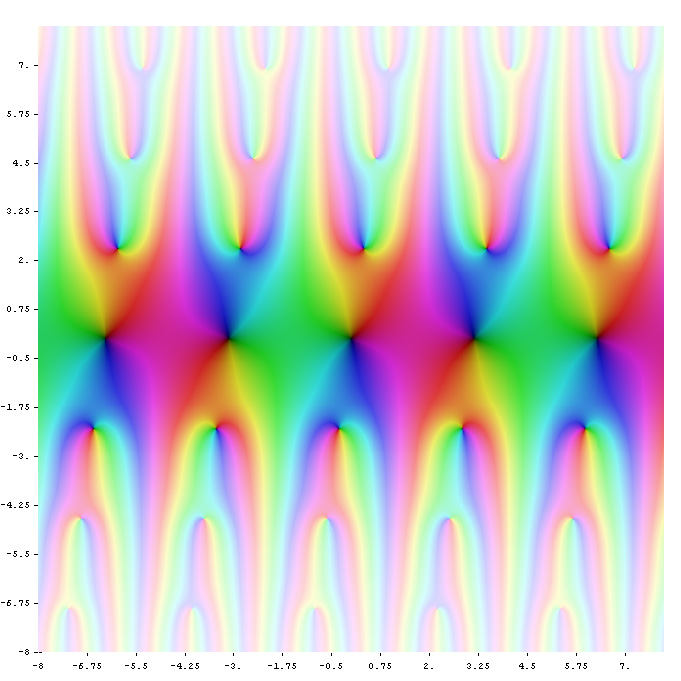
Função teta de Jacobi original com e com nome.

Em matemática, as funções teta são funções especiais de múltiplas variáveis complexas. São importantes em diversas áreas, incluindo as teorias de variedades abelianas e espaço de moduli, e das formas quadráticas.Também são aplicadas na teoria do sóliton. Quando generalizada na álgebra de Grassmann, elas também aparecem na teoria quântica de campo, mas especificamente na teoria de cordas e D-branas.
A forma mais comum da função teta de é aquela que aparece na teoria das funções elípticas. Com respeito a uma das variáveis complexas (convencionalmente chamada de z), uma função teta possui uma propriedade de expressar seu comportamento com respeito a adição de um período das funções elípticas associadas, fazendo-a uma função quasi-periódica. 

## Função teta de Jacobi
A função teta de Jacobi (nomeada em referência a Carl Gustav Jakob Jacobi) é uma função definida para duas variáveis complexas z e τ, onde z pode ser qualquer número complexo e τ é confinada no meio plano superior, o que significa que possui parte imaginária positiva. A função é dada pela fórmula:
{\displaystyle \vartheta (z;\tau )=\sum _{n=-\infty }^{\infty }\exp(\pi in^{2}\tau +2\pi inz)=1+2\sum _{n=1}^{\infty }\left(e^{\pi i\tau }\right)^{n^{2}}\cos(2\pi nz).}
Se τ é fixo, ela se torna uma série de Fourier para uma função inteira periódica de z com período 1; neste caso, a função teta satisfaz a identidade
{\displaystyle \vartheta (z+1;\tau )=\vartheta (z;\tau ).}
A função também se comporta muito regularmente com respeito a seu quasi-período τ e satisfaz a equação funcional

Função teta com diferente nome q. A função é definida como na imagem acima

Função teta com diferente nome q. A função é definida como na imagem acima

{\displaystyle \vartheta (z+a+b\tau ;\tau )=\exp(-\pi ib^{2}\tau -2\pi ibz)\,\vartheta (z;\tau )}
onde a e b são inteiros.

## Funções auxiliares

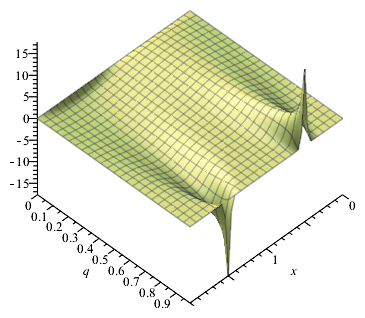
Função multivariada complexa

A função teta de Jacobi também pode ser escrita com um duplo 0 subscrito:
{\displaystyle \vartheta _{00}(z;\tau )=\vartheta (z;\tau )}
Três funções teta auxiliares (meio-período) são definidas por:
{\displaystyle {\begin{aligned}\vartheta _{01}(z;\tau )&=\vartheta \!\left(z+{\textstyle {\frac {1}{2}}\pi };\tau \right)\\[3pt]\vartheta _{10}(z;\tau )&=\exp \!\left({\textstyle {\frac {1}{4}}}\pi i\tau +\pi iz\right)\vartheta \!\left(z+{\textstyle {\frac {1}{2}}}\tau ;\tau \right)\\[3pt]\vartheta _{11}(z;\tau )&=\exp \!\left({\textstyle {\frac {1}{4}}}\pi i\tau +\pi i\!\left(z+{\textstyle {\frac {1}{2}}}\right)\right)\vartheta \!\left(z+{\textstyle {\frac {1}{2}}}\tau +{\textstyle {\frac {1}{2}}};\tau \right).\end{aligned}}}
Esta notação segue a formulação de Riemann e Mumford; a formulação original de Jacobi estava em termos do nome q = exp(πiτ) ao invés de τ. Na notação de Jacobi, as funções θ eram escritas como
{\displaystyle {\begin{aligned}\theta _{1}(z;q)&=-\vartheta _{11}(z;\tau )\\\theta _{2}(z;q)&=\vartheta _{10}(z;\tau )\\\theta _{3}(z;q)&=\vartheta _{00}(z;\tau )\\\theta _{4}(z;q)&=\vartheta _{01}(z;\tau )\end{aligned}}}
As definições da função teta de Jacobi supracitadas não são únicas.
Se fizermos z = 0 nas funções teta, obtemos quatro funções para τ apenas, definidas no semiplano superior (por vezes chamadas constantes tetas). Elas podem ser utilizadas para definir uma variedade da forma modular, e para parametrizar certas curvas; em particular, a identidade de Jacobi é
{\displaystyle \vartheta _{00}(0;\tau )^{4}=\vartheta _{01}(0;\tau )^{4}+\vartheta _{10}(0;\tau )^{4}}
que é a curva de Fermat de quarto grau.